# Castello di Annone
Castello di Annone é uma comuna italiana da região do Piemonte, província de Asti, com cerca de 1.781 habitantes. Estende-se por uma área de 23 km², tendo uma densidade populacional de 77 hab/km². Faz fronteira com Asti, Cerro Tanaro, Quattordio (AL), Refrancore, Rocca d'Arazzo, Rocchetta Tanaro.

## Demografia
| Variação demográfica do município entre 1861 e 2011                               |
|                                                                                   |
| Fonte: Istituto Nazionale di Statistica (ISTAT) - Elaboração gráfica da Wikipedia |